# Джуитт, Ллевеллин Фредерик Уильям
Ллевелин Фредерик Уильям Джуитт (англ. Llewellyn Jewitt; 24 ноября 1816 — 5 июня 1886) — выдающийся иллюстратор, гравёр, естествоиспытатель и автор фундаментальной работы «История керамики Великобритании» (англ. The Ceramic Art of Great Britain; 1878).

## Биография
Ллевелин Джуитт родился в Кимберворте, Ротерхэм, и был последним, семнадцатым ребёнком топографа и школьного учителя Артура Джуитта и его жены Марты. Образование Ллевелина, отчасти из-за его отца, который был учителем Кимбервортской благотворительной школы, началось в Даффилде, графство Дербишир.
В рождественский день в 1838 году женился на Элизабет Сейдж, дочери Исаака Сейджа из Дерби, но был вынужден срочно вернуться в Лондон, чтобы не задерживать свою работу.
С 1839 по 1845 годы был нанят гравёром Фредериком Уильямом Фейрхолтом для иллюстрирования сказок Чарлза Найта. В 1845 году работал в Букингемском дворце, зарисовывая его комнаты для готовившейся книги «London Interiors».
Между 1849 и 1853 годами был главным библиотекарем Плимутской публичной библиотеки, после работы в которой вернулся в Дербишир к редакции журнала «Derby Telegraph». В 1857 году Ллевелин Джуитт стал секретарём Музея и художественной галереи Дерби и Сообщества естественных наук, помещения которого были открыты для широкой общественности по утрам суббот. В 1858 году Философское общество Дерби слилось с музейным обществом и они перенесли свою штаб-квартиру в Вардвик. Джуитт основал журнал по антиквариату «The Reliquary», редактором которого он был до своей смерти в 1886 году. Умер в Даффилде.
Джуитт принадлежал к Британской археологической ассоциации и в 1878 году способствовал созданию Археологического общества Дербишира. Был членом Товарищества антиквариата, писал статьи на темы английской античности и топографии и отредактировал путеводитель «Black’s Guide to Derbyshire» (1872).